# Pandas
pandas는 데이터 조작 및 분석을 위한 파이썬 프로그래밍 언어 용으로 작성된 소프트웨어 라이브러리이다. 숫자 테이블과 시계열을 조작하기 위한 데이터 구조와 연산을 제공하며, 무료 소프트웨어 New BSD 라이센스이다. pandas란 이름은 한 개인에 대해 여러 기간 동안 관찰을 한다는 데이터 세트에 대한 계량 경제학 용어인 "패널 데이터"라는 용어에서 파생되었다. 또한 "Python 데이터 분석"이라는 문구 자체에서 따온 것이기도 하다. Wes McKinney는 2007년부터 2010년까지 연구원으로 있을 때 AQR Capital에서 pandas를 만들기 시작했다.

## 라이브러리 기능
- 통합 인덱싱으로 데이터 조작을 위한 Data Frame 개체
- 메모리 내 데이터 구조 와 다른 파일 형식 간에 데이터를 읽고 쓰는 도구
- 데이터 정렬 및 누락된 데이터의 통합 처리
- 데이터 세트의 재구성 및 피벗
- 레이블 기반 슬라이싱, 멋진 인덱싱 및 대규모 데이터 세트의 하위 집합
- 데이터 구조 열 삽입 및 삭제
- 데이터 세트에 대한 분할-적용-결합 작업을 허용하는 엔진별로 그룹화
- 데이터 세트 병합 및 결합
- 저차원 데이터 구조에서 고차원 데이터로 작업하기 위한 계층적 축 인덱싱
- 시계열 기능: 날짜 범위 생성  및 빈도 변환, 이동 창 통계, 이동 창 선형 회귀, 날짜 이동 및 지연
- 데이터 필터링을 제공

라이브러리는 Python 또는 C로 작성된 코드를 사용하여 성능에 대해 최적화가 되어 있다.

## 데이터 프레임
Pandas는 주로 데이터 분석에 사용된다. Pandas를 사용하면 쉼표로 구분된 값, JSON, SQL 및 Microsoft Excel 과 같은 다양한 파일 형식에서 데이터를 가져올 수 있다. 병합 등의 각종 데이터 처리 동작을 허용, 재편, 선택 뿐만 아니라 청소 데이터 및 데이터 승강이 가능하다.

## 역사
개발자 Wes McKinney는 AQR Capital Management에서 재무 데이터에 대한 정량적 분석 을 수행하기 위한 고성능의 유연한 도구가 필요 하여 2008년에 판다 작업을 시작했다. AQR을 떠나기 전에 그는 경영진에게 라이브러리를 오픈 소스로 허용하도록 설득할 수 있었다.
또 다른 AQR 직원인 Chang She는 2012년 pandas 라이브러리의 두 번째 주요 기여자로서 참여했다.
2015년에 pandas 측은 미국의 비영리 자선 단체인 NumFOCUS 의 재정 후원 프로젝트에 서명했다.

### 타임라인
- 2008년: pandas 개발이 시작되었다.
- 2009년: pandas 가 오픈 소스로 되었다.
- 2012: 데이터 분석을 위한 Python의 초판 이 출판되었다.
- 2015: pandas 가 NumFOCUS 후원 프로젝트가 되었다.
- 2018: 첫 번째 대면 핵심 개발자 스프린트

## 같이 보기
- matplotlib
- NumPy